# سكيافي دي أبروتسو
سكيافي دي أبروتسو (بالإيطالية: Schiavi di Abruzzo)‏ هي بلدية في مقاطعة كييتي في إقليم أبروتسو الإيطالي.

## السكان
في سنة 1861 بلغ عدد السكان 3٬657 نسمة، وتطور العدد ليصل في سنة 2011 لـ 931 نسمة.
يظهر هذا المخطط البياني تطور النمو السكاني لـ سكيافي دي أبروتسو